# Horseshoe Lake (Arkansas)
Horseshoe Bend es una ciudad ubicada en el condado de Izard en el estado estadounidense de Arkansas. En el Censo de 2010 tenía una población de 2184 habitantes y una densidad poblacional de 57,43 personas por km². Está situada a la orilla derecha del río Misisipi que la separa del estado de Misisipi. 

## Geografía
Horseshoe Bend se encuentra ubicada en las coordenadas 36°13′7″N 91°44′18″O / 36.21861, -91.73833. Según la Oficina del Censo de los Estados Unidos, Horseshoe Bend tiene una superficie total de 38.03 km², de la cual 34.7 km² corresponden a tierra firme y (8.77%) 3.34 km² es agua.

## Demografía
Según el censo de 2010, había 2184 personas residiendo en Horseshoe Bend. La densidad de población era de 57,43 hab./km². De los 2184 habitantes, Horseshoe Bend estaba compuesto por el 96.47% blancos, el 0.09% eran afroamericanos, el 0.27% eran amerindios, el 0.14% eran asiáticos, el 0% eran isleños del Pacífico, el 1.42% eran de otras razas y el 1.6% pertenecían a dos o más razas. Del total de la población el 2.93% eran hispanos o latinos de cualquier raza.